# Kiss of Death (álbum)
Kiss of Death —en español: Beso de la muerte — es el decimoctavo álbum de estudio de la banda británica de rock Motörhead, Fue lanzado al mercado el 29 de agosto de 2006 por la discográfica Sanctuary Records. Al igual que su anterior álbum, Inferno, está producido por Cameron Webb.

## Lista de canciones
- Todas las canciones compuestas por Lemmy, Phil Campbell y Mikkey Dee, excepto donde se indique lo contrario.

1. "Sucker"  – 2:59
2. "One Night Stand"  – 3:05
3. "Devil I Know"  – 3:00
4. "Trigger"  – 3:53
5. "Under the Gun"  – 4:44
6. "God Was Never on Your Side"  – 4:20
7. "Living in the Past"  – 3:45
8. "Christine"  – 3:42
9. "Sword of Glory"  – 3:57
10. "Be My Baby"  – 3:40
11. "Kingdom of the Worm"  – 4:08
12. "Going Down" (Campbell, Lemmy, Dee, Todd Campbell)   – 3:35

### Pista adicional (edición de Sanctuary)
1. "R.A.M.O.N.E.S." (Campbell, Würzel, Lemmy, Phil Taylor) – 1:22
  - Re-recorded with Mikkey Dee on drums

### Pista adicional (SPV Edición Limitada)
1. "Whiplash" (James Hetfield, Lars Ulrich) – 3:49

## Personal
- Lemmy - bajo, voz
- Phil Campbell - guitarra; coros
- Mikkey Dee - batería

- C. C. DeVille - solo de guitarra en "God Was Never On Your Side"
- Mike Inez - bajo adicional en "Under The Gun"
- Zoli Téglás - coros adicionales en "God Was Never On Your Side"
- Joe Petagno - portada
- Grabado en Paramount Studios, Hollywood; NRG Studios, Hollywood; Maple Studios, Costa Mesa, Estados Unidos
- Producción, mezclas e ingeniería de Cameron Webb
- Ingeniería adicional de Sergio Chavez
- Mezclado en Studio Atlantis, Hollywood, Estados Unidos
- Masterizado en Capitol Records por Kevin Bartley
- Pista adicional "Whiplash" producido por Bob Kulick y Bruce Bouillet